# Quaqua incarnata
Quaqua incarnata är en oleanderväxtart. Quaqua incarnata ingår i släktet Quaqua och familjen oleanderväxter.

## Underarter
Arten delas in i följande underarter:
- Q. i. hottentotorum
- Q. i. incarnata